# Intel 8085
L'Intel 8085 és un microprocessador de la firma estatunidenca Intel dissenyat per Masatoshi Shima.

## Història
L'Intel 8085 és un processador de 8 bits fabricat per Intel a mitjans dels anys 70. Era binàriament compatible amb l'anterior Intel 8080 però exigia menys suport de maquinari, així permetia uns sistemes de microordinadors més simples i més barats de fer.
El número 5 de la numeració del processador prové del fet que només requeria una alimentació de 5 volts, no pas com el 8080 que necessitava unes alimentacions de 5 i 12 volts. Ambdós processadors van ser utilitzats alguna vegada en ordinadors corrent el sistema operatiu CP/M, i el processador 8085 fou usat com a microcontrolador.
Ambdós dissenys van ser sobrepassats pel Zilog Z80 que era més compatible i millor, i que es va emportar tot el mercat dels ordinadors CP/M, al mateix temps que participava en la prosperitat del mercat dels ordinadors personals a mitjans dels 80.

## Característiques tècniques
El 8085 usava un bus de dades multiplexat. Les direccions es dividien entre els busos de
dades i d'adreces de 8 bits.